# Dipturus kwangtungensis
Dipturus kwangtungensis es una especie de pez de la familia de los Rajidae en el orden de los Rajiformes.

## Morfología
Los machos pueden llegar a alcanzar los 75,7 cm de longitud total.

## Reproducción
Es ovíparo y las hembras ponen huevos envueltos en una cápsula córnea.

## Hábitat
Es un pez de mar y de Clima subtropical y demersal que vive entre 50-240 m de profundidad.

## Distribución geográfica
Se encuentra en el Océano Pacífico noroccidental: desde el Japón hasta las Islas Senkaku (Mar de la China Oriental ).

## Observaciones
Es inofensivo para los humanos. 